# Славчо Бабаджанов
Славчо Г. Бабаджанов е български общественик, адвокат, политик, предприемач, деец за освобождението на Македония.

## Биография
Славчо Бабаджанов е роден в края на 1868 година в Скопие или в Охрид тогава в Османската империя. Като малък остава сирак и е отгледан от роднини. Мести се в Разград в първите години след създаването на Княжество България, за да учи в гимназия. Без познати в града, Бабаджанов показва самостоятелност и усърдие в учението, което прави силно впечатление на училищния настоятел Никола Даскалов, който е сред най-богатите чифликчии в региона и лидер на Демократическата партия. Славчо Бабаджанов заминава да учи право в Лозанския, а след това в Женевския университет със стипендия, която Даскалов му осигурява. Там се дипломира в 1894 година и се завръща в България. След това служи в новооснования флот като мичман. След като се завръща в Разград, Бабаджанов се жени за дъщерята на Даскалов – Сава Даскалова.
Славчо Бабаджанов влиза в политиката, в Демократическата партия. Депутат е в Десетото обикновено народно събрание (1899 - 1900). Приятел е с монарсите Фердинанд I и Борис III. В Разград оглавява местното дружество на Македонската организация. В юли 1898 година е делегат от Разградскато македоно-одринско дружество на Петия македонски конгрес. От 1900 до 1901 година в Разград издава вестник „Позив“, местен орган на Демократическата партия.
След 1903 година се мести със семейството си в София. Влиза в управителното тяло на българската организация на емигранти от Македония и Одринска Тракия и българи от свободна България – Благодетелния съюз. Депутат е и в Четиринадесетото обикновено народно събрание (1908 - 1911).
Жена му Сава Даскалова е учителка в девическото класно училище, участничка в любителската театрална трупа към читалище „Развитие“ и боркиня за еманципация на жените встраната. Активистка е на Македонското женско благотворително дружество в София и членка на настоятелството на сиропиталище „Битоля“.
Бабаджановата къща на улица „Ген. Йосиф В. Гурко“ в София, в която е настанена Българската национална филмотека, е строена в 1915 година и е паметник на културата.